# 扬·利德拉尔
扬·利德拉尔（捷克語：Jan Lidral，1929年3月19日—1982年1月24日），捷克男子冰球运动员。他曾代表捷克斯洛伐克国家队参加1952年冬季奥林匹克运动会冰球比赛，结果队伍获得第四名。